# Geophaps scripta
La paloma escrita (Geophaps scripta) es una especie de ave columbiforme de la familia Columbidae. Es endémica de Australia, donde se encuentra restringida en Queensland y el norte de Nueva Gales del Sur.

## Subespecies
Se reconocen las siguientes subespecies:
- Geophaps scripta peninsulae
- Geophaps scripta scripta